# イシアガ・シラ
イシアガ・シラ（Issiaga Sylla 、1994年1月1日 - ）は、ギニア・コナクリ出身のプロサッカー選手。ギニア代表。モンペリエHSC所属。ポジションは、ディフェンダー。

## クラブ経歴
地元コナクリのクラブでプレーを始め、2012年にフランスへ渡りトゥールーズFCと契約。2013年5月4日のリール戦で左MFで先発し加入後初出場。
2015-2016シーズンは昇格したガゼレク・アジャクシオへレンタル移籍。
2023年1月31日、モンペリエHSCに移籍した。

## 代表歴
2011年9月7日のベネズエラ戦でギニア代表デビュー。